# ジャッカー電撃隊 MUSIC COLLECTION
『ジャッカー電撃隊 MUSIC COLLECTION』（ジャッカーでんげきたい ミュージックコレクション）は、1996年4月20日に日本コロムビアから発売された『ジャッカー電撃隊』のアルバムCD。

## 概要
『秘密戦隊ゴレンジャー MUSIC COLLECTION』（前作『秘密戦隊ゴレンジャー』のアルバムCD）と同時に発売された。前作同様、音楽は渡辺宙明が担当している。
主題歌のテレビサイズは、当時の音源を発見できなかったため、放送用の音声トラックから収録している。
なお、一部の劇中音楽は『バトルフィーバーJ』及び『機動刑事ジバン』でも使用されている。

## 収録曲
1. ジャッカー電撃隊（T.V.SIZE VERSION） [1:20]
2. クライム出現（M-20、M-7、M-19、M-15） [3:19]
3. 誕生・正義の切り札!（M-26、M-43、M-11、M-40、M-3T2） [4:24]
4. 行け!スカイエース（OFF VOCAL VERSION） [3:08]
5. デビルロボットVSジャッカー（M-12T2、M-2'、M-4、M-7'） [4:30]
6. サイボーグ戦士の光と影（M-29、M-15"、M-18、M-16、M-33、M-30） [6:54]
7. それが始まりだった（INSTRUMENTAL VERSION） [4:03]
8. 闇のプロジェクト（M-38T1、M-32、M-15'、M-12'（スロー）、M-36） [4:32]
9. クライム・チェイス（M-14、M-24（F1）、M-17、M-25、M-21） [5:15]
10. ジャッカーマシンロック（OFF VOCAL VERSION） [2:43]
11. チャージ・アンド・バトル（M-34 M-9 M-10） [3:09]
12. ジャッカーコバック（DIALOGUE UNMIXED VERSION） [3:39]
13. その名はビッグワン（M-39、M-41、M-5） [2:03]
14. J.A.K.Q.進めジャッカー（OFF VOCAL VERSION） [3:44]
15. 神出鬼没の行動隊長（M-42、M-23、M-24、M-1T2） [4:06]
16. チェック・メイト!（M-22、M-8、M-6） [2:32]
17. スペードエース若き獅子（INSTRUMENTAL VERSION） [3:34]
18. 安らぎ（M-27、M-28T2） [2:46]
19. ジャッカー愛のテーマ（INSTRUMENTAL VERSION） [3:15]
20. 明日への船出（M-31、M-27'、M-2） [3:38]
21. いつか、花は咲くだろう（T.V.SIZE VERSION） [0:46]

## 備考
| トラック | タイトル                                    | アーティスト             | 作詞         | 作曲・編曲 |
| -------- | ------------------------------------------- | ------------------------ | ------------ | ---------- |
| 1        | ジャッカー電撃隊 （T.V.SIZE VERSION）       | ささきいさお こおろぎ'73 | 石ノ森章太郎 | 渡辺宙明   |
| 21       | いつか、花は咲くだろう （T.V.SIZE VERSION） | ささきいさお             | 八手三郎     | 渡辺宙明   |